# 더 슈퍼 시노비 II
《더 슈퍼 시노비 II》는 세가가 제작한 1993년 액션 플랫폼 게임이다. 1989년에 출시된 《더 슈퍼 시노비》의 후속작으로, 《시노비》 시리즈 중 메가 드라이브로 개발된 세 번째이자 마지막 게임이다. 북미 및 유럽 지역에선 《시노비 III: 리턴 오브 더 닌자 마스터》라는 제목으로 발매됐다.
전작과 마찬가지로 플레이어는 시노비 조 무사시를 조작하며, 벽타기와 공중 차기 등 새로운 기술들이 추가돼 빠른 속도로 진행되는 게임플레이가 특징이다.
플레이스테이션 2 및 플레이스테이션 포터블로 출시된 《세가 제네시스 컬렉션》과 엑스박스 360 및 플레이스테이션 3로 출시된 《소닉의 얼티밋 제네시스 컬렉션》에 수록됐다. 2007년에는 Wii 버추얼 콘솔로, 2010년에 스팀을 통해 마이크로소프트 윈도우로, 2011년에는 iOS로 이식됐다. 2013년에는 3D 그래픽 기능이 추가된 닌텐도 3DS판이 닌텐도 e숍을 통해 출시됐다.

## 개발
《더 슈퍼 시노비 II》는 본래 1992년에 출시로 예정돼있었으나 1993년으로 발매연도가 연기됐다.

## 참조
1. ↑  일본어: ザ・スーパー忍II, 영어: The Super Shinobi II
2. ↑  영어: Shinobi III: Return of the Ninja Master